# Myrna Fahey
Myrna Fahey (Carmel, 12 marzo 1933 – Santa Monica, 6 maggio 1973) è stata un'attrice statunitense.

## Biografia
Nacque a Carmel, nel Maine, vicino a Bangor nel 1933, e crebbe a Southwest Harbor vicino a Bar Harbor dove era una cheerleader alla Pemetic High School.
Oltre al giocatore di baseball Joe DiMaggio, frequentò l'attore George Hamilton. Morì il 6 maggio 1973, a 40 anni, al St. John's Hospital di Santa Monica, in California, dopo una lunga battaglia contro il cancro. È sepolta al Mt. Pleasant Cemetery a Bangor, nel Maine.

## Filmografia parziale

### Cinema
- Il volto del fuggiasco (Face of a Fugitive), regia di Paul Wendkos (1959)
- Inchiesta in prima pagina (The Story on Page One), regia di Clifford Odets (1959)
- Lo specchio della vita (Imitation of Life), regia di Douglas Sirk (1959)
- I vivi e i morti (House of Usher), regia di Roger Corman (1960)

### Televisione
- Kings Row – serie TV, episodio 1x01 (1955)
- Maverick – serie TV, 3 episodi (1957-1962)
- Perry Mason – serie TV, 4 episodi (1957-1966)
- Harbor Command – serie TV, episodio 1x21 (1958)
- The Gray Ghost – serie TV, episodio 1x32 (1958)
- Zorro – serie TV, 4 episodi (1958)
- Gunsmoke – serie TV, episodio 3x33 (1958)
- Flight – serie TV, episodio 1x04 (1958)
- Indirizzo permanente (77 Sunset Strip) – serie TV, 5 episodi (1958-1963)
- Hawaiian Eye – serie TV, 4 episodi (1959-1963)
- The Alaskans – serie TV, episodio 1x33 (1960)
- Bonanza – serie TV, episodio 2x09 (1960)
- Thriller – serie TV, episodio 1x09 (1960)
- Surfside 6 – serie TV, episodi 1x10-2x14 (1960-1961)
- The Americans – serie TV, episodio 1x10 (1961)
- Scacco matto (Checkmate) – serie TV, episodio 1x26 (1961)
- Il padre della sposa (Father of the Bride) – serie TV, 34 episodi (1961-1962)
- Il reporter (The Reporter) – serie TV, episodio 1x13 (1964)
- Laredo – serie TV, episodio 1x05 (1965)
- Batman – serie TV, 2 episodi (1966)
- Kronos - Sfida al passato (The Time Tunnel) – serie TV, episodio 1x20 (1967)
- Rango – serie TV, episodio 1x10 (1967)
- Peyton Place – soap opera, 3 puntate (1969)